# Կ
Կ, կ (ken) – piętnasta litera alfabetu ormiańskiego. Jest wykorzystywana do oddania dźwięku [k] (w języku wschodnioormiańskim) lub [g] (w języku zachodnioormiańskim). Została stworzona przez Mesropa Masztoca, podobnie jak pozostałe litery alfabetu ormiańskiego (oprócz օ, ֆ i և).
Litera Կ jest transkrybowana z języka wschodnioormiańskiego na język polski jako K.
W ormiańskim systemie zapisywania liczb literze Կ jest przypisana liczba 60.

## Kodowanie
| Znak                   | Կ                           | Կ                           | կ                         | կ                         |
| ---------------------- | --------------------------- | --------------------------- | ------------------------- | ------------------------- |
| Nazwa w Unikodzie      | Armenian Capital Letter Ken | Armenian Capital Letter Ken | Armenian Small Letter Ken | Armenian Small Letter Ken |
| Kodowanie              | dziesiątkowo                | szesnastkowo                | dziesiątkowo              | szesnastkowo              |
| Unicode                | 1343                        | U+053F                      | 1391                      | U+056F                    |
| UTF-8                  | 212 191                     | d4 bf                       | 213 175                   | d5 af                     |
| Odwołania znakowe SGML | &#1343;                     | &#x053F;                    | &#1391;                   | &#x056F;                  |